# PerkinElmer
PerkinElmer, Inc., es una multinacional estadounidense centrada en las áreas empresariales de salud humana y medioambiental, incluyendo: análisis medioambiental; seguridad de productos alimentarios y de consumo; imágenes médicas; investigación en fármacos; diagnóstico; biotecnología; aplicaciones industriales; e investigación en las ciencias de la vida. PerkinElmer produce instrumentos analíticos; herramientas de diagnóstico y pruebas genéticas; componentes de toma de imágenes médicas; software; instrumentos; y consumibles para múltiples mercados finales.
PerkinElmer forma parte del Índice S&P 500 y opera en 150 países.

## Historia

### Compañías fundadoras
Perkin-Elmer fue fundada en 1937 por Richard Perkin y por Charles Elmer como una compañía dedicada a la consultoría y el diseño óptico. En 1944, Perkin-Elmer introdujo el negocio de los instrumentos analíticos, y en los primeros años 1990, se asoció con Cetus Corporation (y más adelante con Hoffmann-La Roche) para iniciar la industria del equipamiento de la reacción en cadena de la polimerasa (PCR). El negocio de instrumentos analíticos también fue operado desde 1954 hasta 2001 en Alemania, por la empresa filial Bodenseewerk Perkin-Elmer GmbH, localizada en Überlingen, junto al lago Constanza; y en Inglaterra, a través de la compañía Perkin Elmer Ltd, situada en Beaconsfield, en Buckinghamshire.
Por su parte, EG&G nació en 1931;  siendo fundada por dos profesores del MIT: Harold Edgerton y Kenneth Germeshausen en un garaje de Boston. La compañía fue originalmente incorporada al conglomerado empresarial en 1947.

### 1999
La estructura moderna de la compañía PerkinElmer tiene sus orígenes en la fusión realizada en 1999 entre sus dos grandes divisiones, que hasta entonces habían sido dos compañías prácticamente independientes, pertenecientes ambas al índice S&P 500: EG&G Inc. de Wellesley, Massachusetts (originalmente designada en Wall Street como NYSE: EGG); y Perkin-Elmer de Norwalk, Connecticut (originalmente en bolsa NYSE: PKN). El 28 de mayo de 1999, la parte no gubernamental de EG&G Inc. adquirió la División de Instrumentos Analíticos de Perkin-Elmer, su segmento empresarial tradicional, por 425 millones de dólares, asumiendo el nombre de Perkin-Elmer y dando formalmente lugar a la nueva compañía, designada PerkinElmer, con renovados agentes y un nuevo consejo de administración. Por entonces EG&G estaba dedicada a la fabricación de productos para diversas industrias, incluyendo los sectores automovilístico, médico, aeroespacial y fotográfico.
El antiguo consejo de administración de Perkin-Elmer y sus agentes quedaron en la reorganizada compañía bajo un nuevo nombre, la PE Corporation, que había sido la división de ciencias de la vida  de Perkin-Elmer, y su dos grupos empresariales cotizados en bolsa, Celera Genomics (NYSE: CRA) y PE Biosystems (anteriormente NYSE: PEB), centralmente implicadas en los acontecimientos de la carrera biotecnológica contra el consorcio del Proyecto Genoma Humano, que desembocó en una burbuja tecnológica del segmento de la genómica. También es remarcable que PerkinElmer adquirió el centro operativo de Boston de la compañía NEN Life Sciences en 2001.

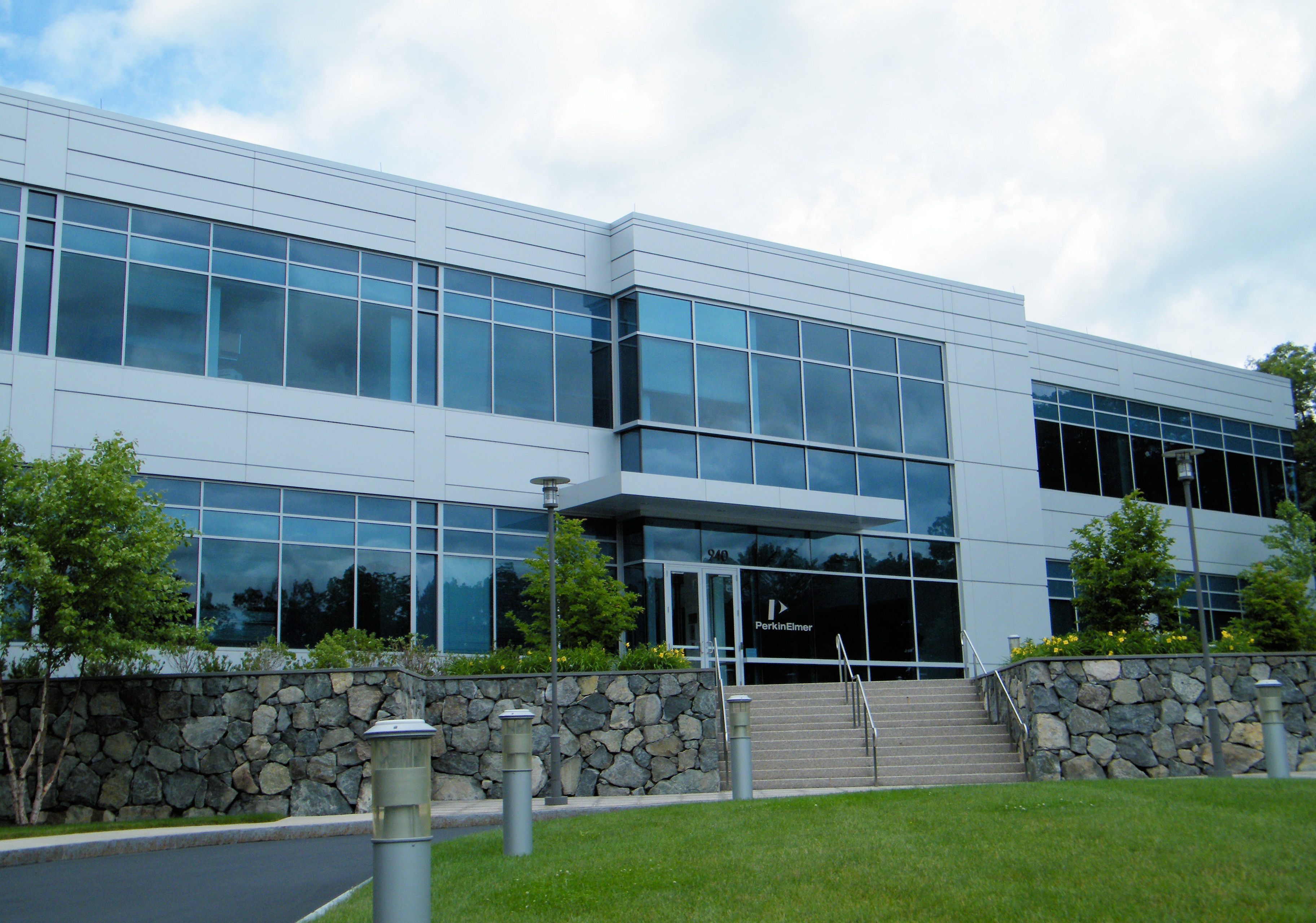
Sede de PerkinElmer en Waltham

### Recientemente
En 1992, la compañía se fusionó con Applied Biosystems, y en 1997 se produjo una nueva fusión con PerSeptive Biosystems. En julio de 1999, el nuevo fabricante de instrumentos analíticos PerkinElmer eliminó 350 puestos de trabajo (el 12% de su plantilla) en su reorganización orientada a la reducción de costes. En 2006, PerkinElmer vendió de la división de Ciencias de Fluidos por aproximadamente 400 millones de dólares; el objetivo de esta desinversión era centrar el foco estratégico en sus actividades de ciencias de la salud en rápido crecimiento, y en los mercados fotónicos. A continuación se adquirieron números negocios pequeños, incluyendo a Spectral Genomics, Improvision, Evotec-Technologies, Euroscreen, ViaCell, y Avalon Instruments. La marca "Evotec-Technologies" permaneció siendo propiedad de Evotec, la compañía anteriormente propietaria. PerkinElmer obtuvo una licencia para utilizar la marca a finales del año 2007.
PerkinElmer ha continuado expandiendo su interés en el sector de la medicina, con las adquisición de laboratorios clínicos. Así, en julio de 2006,  adquirió los laboratorios NTD Labs con sede en Long Island, Nueva York, especializado en la exploración prenatal durante el primer trimestre del embarazo. En 2007,  adquirió ViaCell, Inc. por 300 millones de dólares, incluyendo sus oficinas en Boston y su instalación para almacenar la sangre de cordones umbilicales de Kentucky, cerca de Cincinnati. La compañía fue rebautizada como ViaCord.
En marzo de 2008, PerkinElmer adquirió Pediatrix Screening  (anteriormente Neo Gen Screening ), un laboratorio localizado en Bridgeville, Filadelfia, especializando en la exploración neonatal de varios de tipos de defectos metabólicos congénitos, como la fenilcetonuria, el hipotiroidismo, y la anemia falciforme. El laboratorio fue rebautizado como PerkinElmer Genetics, Inc.
En mayo de 2011, PerkinElmer anunció la firma de un acuerdo para adquirir CambridgeSoft, y la adquisición exitosa de ArtusLabs.
En septiembre de 2011, PerkinElmer compró Caliper Life Sciences por 600 millones de dólares.
Tras una alianza estratégica con la empresa granadina Integromics desde junio de 2013, quien trabajaba en exclusiva para PE desde ese momento, PerkinElmer la adquirió finalmente en julio de 2014, pasando a contar con una división de software (Informatics) en España y sede en Granada.
En enero de 2017, la compañía anunció la adquisición de la compañía india de diagnóstico in vitro, Tulip Diagnostics.

## Programas

### Proyecto de la óptica del Hubble

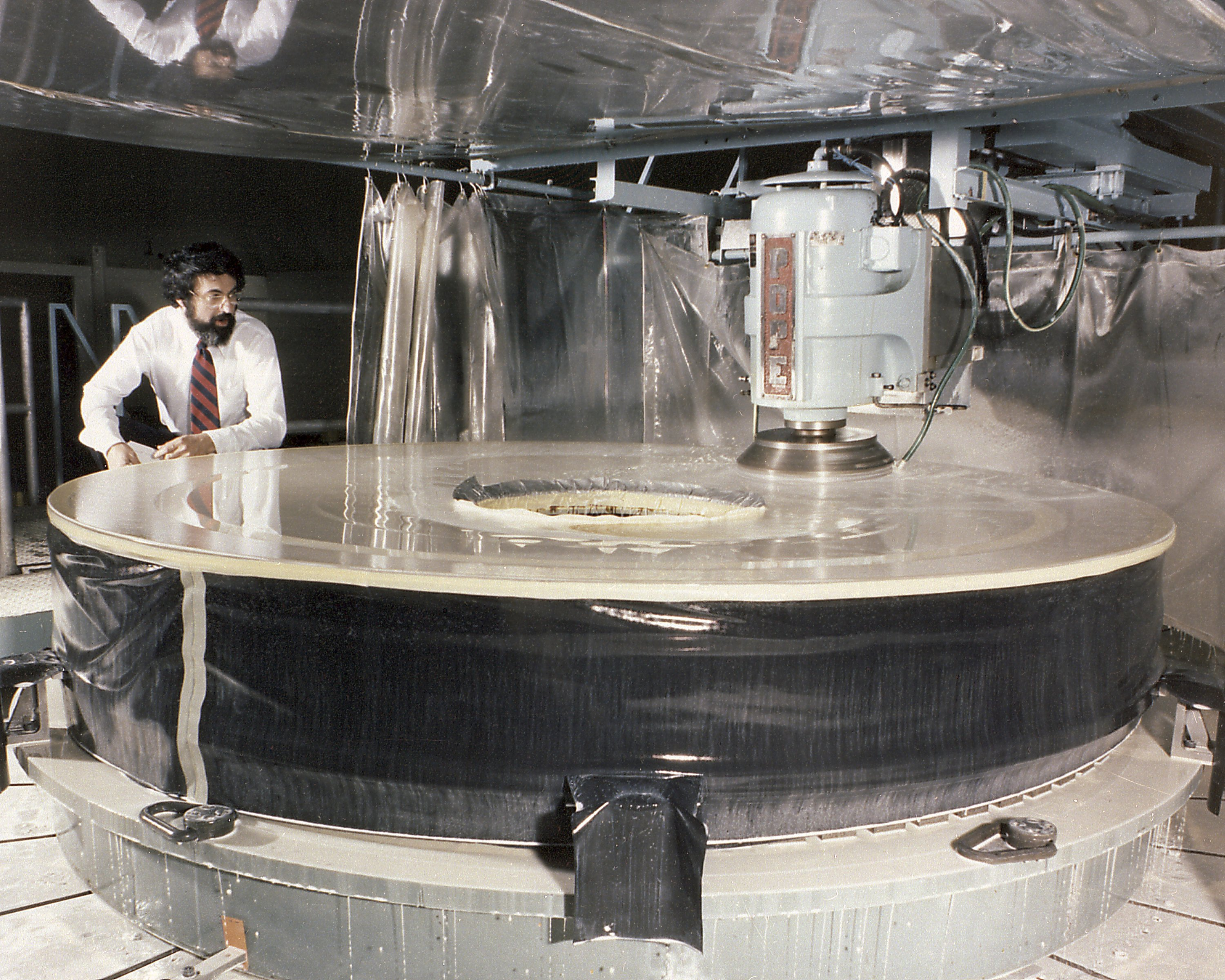
El pulimento del espejo primario del Hubble comenzó en la empresa Perkin-Elmer de Danbury, Connecticut, en mayo de 1979. El ingeniero que aparece en la foto es el Dr. Martin Yellin, un ingeniero óptico que trabajaba para Perkin-Elmer en el proyecto.

La unidad de Sistemas Ópticos de Perkin-Elmer en Danbury (Connecticut) fue la encargada de construir los componentes ópticos del Telescopio espacial Hubble. La construcción del espejo principal comenzó en 1979 y se completó en 1981. El proceso de pulido agotó el presupuesto y retrasó el programa, produciendo fricciones significativas con la NASA. Una vez puesto en órbita durante la misión STS-31, se supo que, debido a un corrector mal calibrado, el espejo primario mostraba una aberración esférica significativa. Las medidas y los cálculos propios de Perkin-Elmer revelaban las discrepancias de la superficie del espejo primario, pero la compañía prefirió ocultar estos datos a la NASA. Una investigación de la NASA criticaba fuertemente a Perkin-Elmer por sus fallos de administración y por desatender las directrices de calidad del contrato, ignorando los datos de las pruebas que revelaban los errores de calibración. La óptica correctiva fue instalada en el telescopio durante la primera misión de servicio y reparación del Hubble. La solución al problema, denominada Óptica Correctiva de Sustitución Axial del Telescopio Espacial, se aplicó con éxito actuando únicamente sobre el espejo secundario y sobre la instrumentación existente; quedando sin corregir físicamente la aberración del espejo primario.
La compañía acordó el pago de 15 millones de dólares, renunciando esencialmente al coste del pulido del espejo, evitando un pleito del Gobierno Federal sobre su responsabilidad bajo el Acta de Reclamaciones Falsas. Hughes Aircraft, que había adquirido la unidad de Sistemas Ópticos de Danbury un mes después del lanzamiento del telescopio, pagó otros 10 millones. El Departamento de Justicia afirmó que las compañías conocían los defectos del espejo. Por su parte, el grupo de comercio de la Asociación de Industrias Aeroespaciales protestó, interpretando que se estaba considerando que estas industrias podrían ser consideradas responsables por fallos en sus equipos.

### KH-9 Hexagon
Perkin-Elmer también construyó en sus instalaciones de Danbury los sistemas ópticos del proyecto KH-9 Hexagon, una serie de satélites espía.
En los años 1950, la lente panorámica de una cámara aérea era capaz de grabar el estado entero de Pensilvania en dos pasadas, con una resolución que permitía contar los coches en la carretera Pensilvania Turnpike.

## Áreas de interés
- Investigación celular
- Diagnóstico genético & clínico
- Descubrimiento de fármacos
- Análisis medioambiental - Aire, agua, y ensayos y análisis de suelos
- Análisis forense
- Procesamiento de hidrocarburos
- Análisis en Alimentos: composición, funcionalidad, seguridad alimenticias. En Materias primas, Saborizantes, Productos Agrícolas, alimentos procesados.
- Investigación en ciencias de la vida
- Lubricantes y aceites
- Imagen, iluminación, sensores
- Fabricación y desarrollo farmacéuticos
- Polímeros
- Semiconductores y electrónica
- Energías renovables - Análisis y pruebas de biocombustibles, instalaciones solares, y energía eólica
- Servicios Globales de Venta y Reparación y Mantenimiento de Laboratorios
- Servicios Globales de Localización de Laboratorios